# شهر عبور

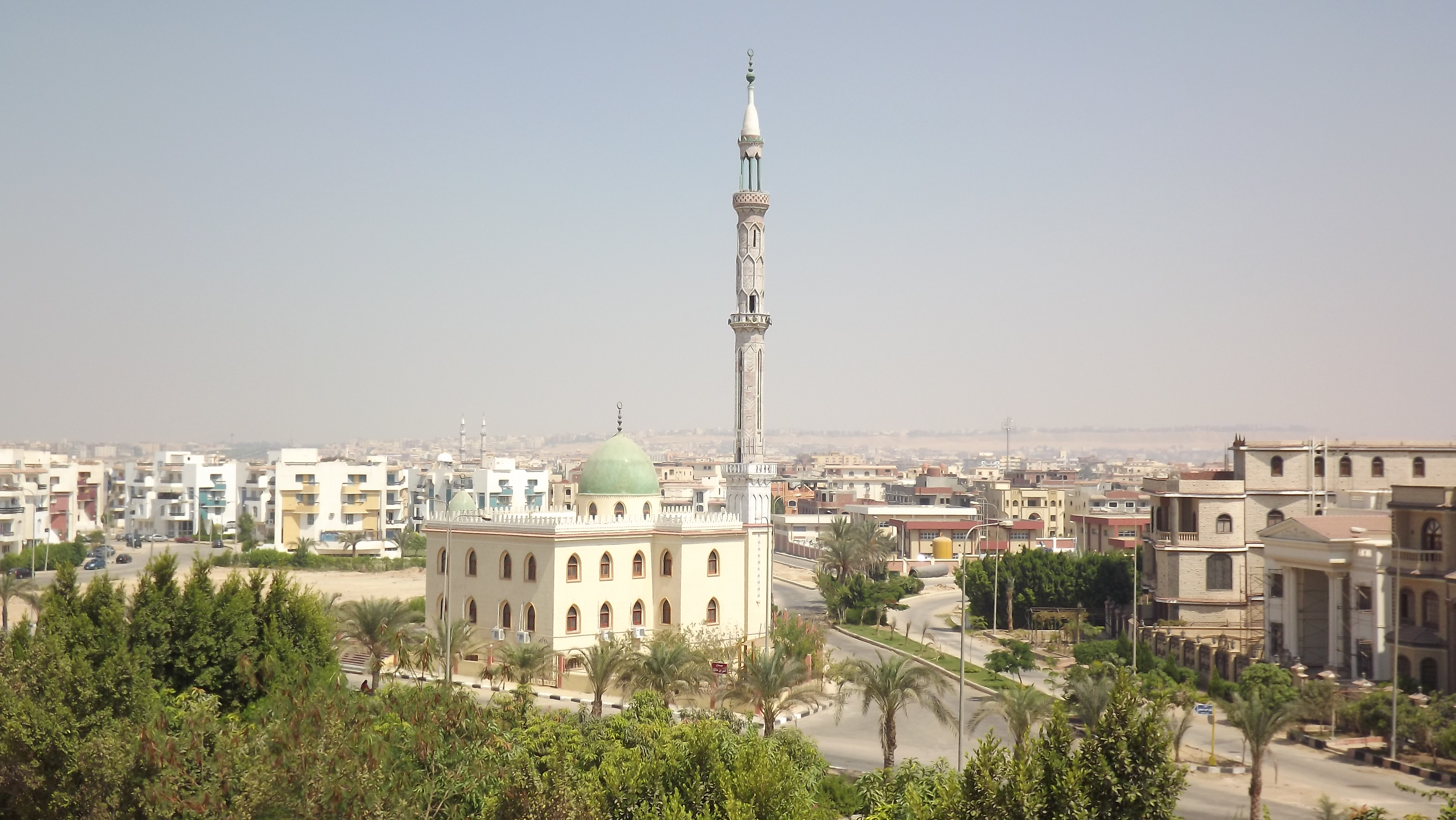

شهر عبور (عربی: مدينة العبور) بخشی از قاهره بزرگ است. 